# Kråkshult, Hylte
Kråkshult är en by i Färgaryds socken i Hylte kommun.
Kråkshult omtalas i ett dokument första gången 1451. På ägorna finns ett jordstycke, kallat Mölleryd, där det enligt tradition skall ha funnits en kolerakyrkogård, enligt andra traditioner en begravningsplats från digerdöden. Området har dock senare använts som mjältag och inga ben eller andra fynd har då påträffats. 1914 sägs regelbundna gravkullar ha varit synliga vid platsen. På Kråkshults ägor vid Trumperarebacken finns en gravhög. Enligt sägnen skall backen fått sitt namn efter en trumpetare som stupat i krig begravts i högen. Kråkshults gemensamma såg låg bakom nuvarande gården Kråkshult 1:10. 1806 drabbades byn av en brand och tre av gårdarna i Kråkshult brann ned. Laga skifte genomfördes i byn 1838–1839. I Kråkshult finns bland annat en bevarad linbasta från 1800-talet.
En väg planerades 1909 från Femsjö mot Färgaryds kyrka, över Kråkshults ägor men markägarna protesterade. Framväxten av Hyltebruks samhälle gjorde att man istället kom att fokusera på nya vägar dit och denna väg blev aldrig av. Bland underlydande torp fanns Rosenlund, Fickatorpe och Jordatorpet/Mastens som var soldattorp för rote nummer 54 vid Södra Västbo kompani vid Smålands grenadjärkår. Från 1885 fanns även en av Färgelandas första handelsbodar i Kråkshult.